# Chiska
I Chiska (in lingua muskogee, o Chisca in castigliano) furono una tribù di nativi americani che abitarono il Tennessee orientale e la Virginia sudoccidentale nel 1500.

## Storia
Furono incontrati sia durante la spedizione di Hernando de Soto del 1542 che in quella di Juan Pardo del 1568. Un piccolo gruppo di esploratori inviato da de Soto nei pressi dell'alto corso del Tennessee fu sconfitta da soldati Chiska. Questa esperienza influenzò de Soto tanto da limitare ulteriori esplorazioni in quest'area. anche l'esplorazione guidata da Juan Pardo si dovette battere con i Chiska, distruggendo il loro insediamento di Maniatique, dove oggi sorge Saltville (Virginia). Il nome della tribù viene raramente citato nei registri coloniali spagnoli dopo il XVI secolo.
Probabilmente i Chiska furono colpiti da malattie europee che sconvolsero le società indigene degli Stati Uniti sudorientali a cavallo tra il 1500 ed il 1600. I pochi sopravvissuti potrebbero essersi spostati a sud unendosi al neonato popolo di Un Fuoco (confederazione Creek) assieme ai vicini Koasati (Coushatta), immigrando in Louisiana; oppure potrebbero essere stati assorbiti dai gruppi Cherokee che si spostarono in Virginia e nel Kentucky orientale dalla Carolina del Nord.
Nonostante molti etnologi ed archeologi del XX secolo abbiano presunto che il nome tribale Chiska fosse il termine usato dai Muskogeani per indicare i vicini Yuchi, non esistono prove dell'esistenza del termine nel dizionario muskogeano. Il termine Chiska nel Muskogee contemporaneo significa "la base dell'albero" e forse indicava la "fondazione di un edificio o di una cultura". Comunque gli Yuchi costruirono pochi, se non nessun, tumulo e non erano associati con le numerose altre tradizioni muskogeane. Evidentemente si tratta di un etnonimo usato dagli ultimi Muskogeani immigrati nella valle del Tennessee per far riferimento ai proto-Muskogeani, i quali abitarono la regione in tempi remoti fondando quello che oggi è conosciuto come Complesso cerimoniale sudorientale. Può darsi che parlassero una lingua simile a quella dell'Alabama o di Natchez, ma nessun termine Chiska viene riportato dagli scritti spagnoli, per cui si tratta di pure ipotesi.
La più probabile identità etnica dei Chiska sarebbe la discendenza da un gruppo orientale dei Chickasaw. Chiska è il nome arcaico con cui i Chickasaw si chiamavano. Nelle tradizioni Chickasaw e Choctaw, Chiska e Chokta erano fratelli che seguirono strade diverse fondando le tribù dei Chickasaw e dei Choctaw. I Chickasaw erano famosi per essere i più valorosi guerrieri del sudest. Di sicuro questa era anche la loro reputazione presso gli spagnoli. Si pensa che fossero una delle più antiche famiglie muskogeane, il che spiegherebbe il termine "chiska" col significato di "basa dell'albero" in muskogee. 
Sono state trovate prove archeologiche della comunità Chickasaw nel fiume Tennessee, nei pressi di Chattanooga. I Chickasaw precedenti al contatto con gli europei, non costruivano tradizionalmente i tumuli e vivevano in piccoli villaggi dispersi, in cui tutte le strutture erano rettangolari. Sono stati identificati molti villaggi simili dal lavoro archeologico svolto presso la riserva TVA vicino a Chattanooga, definendo la "cultura Mouse Creek". In alcuni posti i villaggi dei Mouse Creek si trovavano vicini alle contemporanee città della cultura di Dallas (Muskogeani), caratterizzate da piazze ovali e grandi tumuli. Gli edifici dei Mouse Creek e le loro piazze erano rettangolari. I piccoli villaggi Mouse Creek contenevano solo un piccolo tumulo cimiteriale accanto alla piazza rettangolare.
Dal momento che molti villaggi Yuchi si trovavano sulle montagne del Tennessee sudorientale in epoca coloniale, gli archeologi della Università del Tennessee hanno supposto che la cultura di Mouse Creek Culture corrispondesse a quella Yuchi. Comunque, nelle tradizioni dei loro antichi culti religiosi, gli Yuchi costruivano strutture e piazze rotonde solo dopo la fine del Settecento, quando furono influenzati dalle tradizioni dei Muskogee, migrati a sud per unirsi alla confederazione Creek. I primi esploratori inglesi chiamavano spesso gli Yuchi con la locuzione "le persone della città rotonda". È probabile che i villaggi dei Mouse Creek fossero stati occupati da alcuni gruppi di Muskogeani, non dagli Yuchi.